# Período Heisei

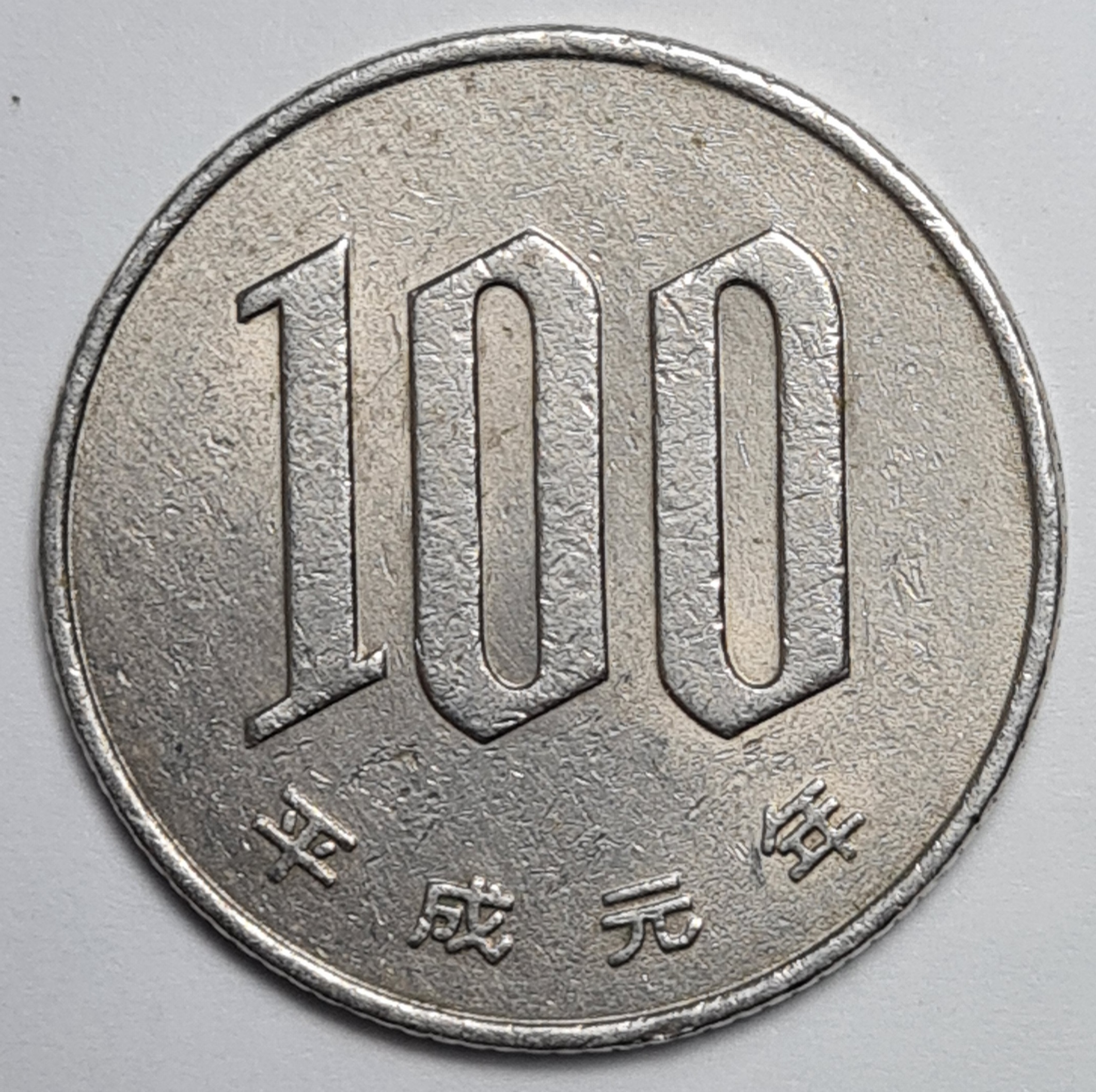
Moeda de iene do ano 1989, o primeiro da Era Heisei. A moeda contém a palavra japonesa 元, pra "primeiro".

A Era Heisei (平成) começou a 8 de Janeiro de 1989, apenas um dia depois da morte do imperador, Hirohito. O filho primogênito, Akihito, foi quem lhe sucedeu no trono. Encerrou-se em 30 de abril de 2019, com a abdicação de Akihito, para dar lugar a Naruhito, que assumiu o trono no dia seguinte, iniciando a era Reiwa.
O anúncio do início da Era Heisei foi feito pelo então secretário-chefe (官房長官) do Gabinete, Keizo Obuchi (小渕 恵三), que depois viria a ser primeiro-ministro entre 1998 e 2000.
Através de uma alteração legislativa, foi permitida a transmissão, em vida, do trono imperial por Akihito em favor do filho primogênito, Naruhito, em 2019.
| Heisei     | 1º   | 2º   | 3º   | 4º   | 5º   | 6º   | 7º   | 8º   | 9º   | 10º  | 11º  | 12º  | 13º  | 14º  | 15º  | 16º  |
| ---------- | ---- | ---- | ---- | ---- | ---- | ---- | ---- | ---- | ---- | ---- | ---- | ---- | ---- | ---- | ---- | ---- |
| gregoriano | 1989 | 1990 | 1991 | 1992 | 1993 | 1994 | 1995 | 1996 | 1997 | 1998 | 1999 | 2000 | 2001 | 2002 | 2003 | 2004 |
| Heisei     | 17º  | 18º  | 19º  | 20º  | 21º  | 22º  | 23º  | 24º  | 25º  | 26º  | 27º  | 28º  | 29º  | 30º  | 31º  |      |
| gregoriano | 2005 | 2006 | 2007 | 2008 | 2009 | 2010 | 2011 | 2012 | 2013 | 2014 | 2015 | 2016 | 2017 | 2018 | 2019 |      |